# Lophocolea gottscheoides
Lophocolea gottscheoides là một loài Rêu trong họ Lophocoleaceae. Loài này được Besch. & C. Massal. mô tả khoa học đầu tiên năm 1886.